# Albert Brülls
Albert Brülls   (Anrath, 26 de març de 1937 - Korschenbroich, 28 de març de 2004) fou un futbolista alemany de la dècada de 1960 i entrenador.
Fou 25 cops internacional amb la selecció de futbol d'Alemanya amb la qual participà a la copa del Món de futbol de 1962 i a la de 1966.
Pel que fa a clubs, destacà a Borussia Mönchengladbach i als clubs Italians FC Modena i Brescia Calcio.